# Ninfa Álvarez
Ninfa Álvarez (20 de noviembre de 1967) es una deportista chilena que compitió en judo. Ganó una medalla de bronce en el Campeonato Panamericano de Judo de 1994.
Fue premiada el año 2005 como judoka del año por el Círculo de Periodistas Deportivos de Chile.

## Palmarés internacional
| Campeonato Panamericano | Campeonato Panamericano   | Campeonato Panamericano | Campeonato Panamericano |
| Año                     | Lugar                     | Medalla                 | Categoría               |
| ----------------------- | ------------------------- | ----------------------- | ----------------------- |
| 1994                    | Santiago de Chile (Chile) | Medalla de bronce       | –56 kg                  |